# Wij (film 1909)
Wij (ros. Вий) – niemy film rosyjski w reżyserii Wasilija Gonczarowa z 1909 roku na podstawie opowiadania Nikołaja Gogola o tej samej nazwie. Jest pierwszym horrorem w historii kinematografii rosyjskiej. Nie zachował się.

## Historia filmu
Film Wij, wyreżesowany przez Wasilija Gonczarowa, został zrealizowany w moskiewskiej wytwórni Pathé Frères. Decyzja o ekranizacji opowiadania Gogola była podjęta w celu zwiększenia zainteresowania kinem rosyjskich odbiorców. W tym samym okresie nakręcono kilka filmów w oparciu o literaturę klasyków rosyjskich. 
Film został utracony, nieznana jest jego długość.

## Fabuła
Film powstał na podstawie dzieła Gogola. Opowiadanie dotyczy podróży trzech studentów. Podczas noclegu w jednej z osad jeden z nich, Choma Brut, staje się przyczyną śmierci panienki. Przed śmiercią dziewczyna prosi ojca, aby przez trzy dni Choma czuwał w nocy przy jej wystawionej w cerkwi trumnie. Panienka okazuje się być wiedźmą i ma zamiar zemścić się na studencie za swoją śmierć. Choma wytrzymuje przez dwie noce dzięki modlitwom i rytuałom religijnym, choć ożywiona dziewczyna wszelkimi sposobami usiłuje przedostać się za krąg, który Brut nakreślił na podłodze. Na trzecią noc panienka przywołuje tytułowego demona, Wija, na skutek spojrzenia którego student umiera.

## Obsada
Znane są imiona trzech aktorów, którzy zagrali w filmie, jednak nieznane są role, w które się wcielili:
- I. Langfeld (И. Лангфельд)
- A. Płatonow (А. Платонов)
- W. Dalska (В. Дальская)

## Twórcy filmu
- Wasilij Gonczarow (Василий Гончаров) – reżyser i scenarzysta
- Georges Meyer [pseud.] (Joseph-Louis Mundwiller) – zdjęcia